# Oberschops
Oberschops ist ein Gemeindeteil der Gemeinde Aying im oberbayerischen Landkreis München.

## Geographie
Die Einöde liegt circa einen Kilometer östlich von Großhelfendorf.